# Sternalice (województwo świętokrzyskie)
Sternalice – wieś sołecka w Polsce położona w województwie świętokrzyskim, w powiecie opatowskim, w gminie Lipnik.
| SIMC    | Nazwa   | Rodzaj    |
| ------- | ------- | --------- |
| 0797493 | Kolonie | część wsi |

W latach 1975–1998 miejscowość położona była w województwie tarnobrzeskim.

## Historia
W wieku XIX wieś została opisana jako : Sternalice, inne nazwy: (1508 r. Stradlnycze, 1510 r. Stradlicze, 1531 r. Strnadlicze), wieś i folwark, powiat sandomierski,  gminie Goźlice, parafia Klimontów. Odległość od Sandomierza 20 wiorst.
Wspomina tę wieś Długosz w opisie parafii Goźlice.

Wieś posiadała w roku 1890 – 18 domów, 155 mieszkańców., 497 mórg.Folwark natomiast posiadał 439 mórg roli, 20 osób i 209 mórg włościańskiej. 

W 1827 domów było 14 i 111 mieszkańców.